# Rebelión de Navidad
El Levantamiento de Navidad (serbio: Божићни устанак , romanizado: Božićni ustanak), también conocido como Rebelión de Navidad (Божићна побуна, Božićna pobuna), fue un levantamiento fallido en Montenegro liderado por los Verdes a principios de enero de 1919. El líder militar del levantamiento fue Krsto Popović y su líder político fue Jovan Plamenac. 
El catalizador del levantamiento fue una decisión de la controvertida Gran Asamblea Nacional del Pueblo Serbio en Montenegro, comúnmente conocida como la Asamblea de Podgorica. La asamblea decidió unificar directamente el Reino de Montenegro con el Reino de Serbia, que poco después se convertiría en el Reino de Yugoslavia. Tras un cuestionable proceso de selección de candidatos, los blancos unionistas superaron en número a los verdes, que estaban a favor de preservar la condición de Estado montenegrino y la unificación en una monarquía dual confederal con Yugoslavia. 
El levantamiento alcanzó su clímax en Cetiña el 7 de enero de 1919, que era la fecha de la Navidad ortodoxa oriental. Los unionistas con el apoyo del ejército serbio derrotaron a los verdes rebeldes. A raíz del levantamiento, el rey destronado Nicolás de Montenegro se vio obligado a hacer un llamado a la paz, ya que muchas casas fueron destruidas. Como resultado del levantamiento, varios participantes cómplices del levantamiento fueron juzgados y encarcelados. Otros participantes en el levantamiento huyeron al Reino de Italia, mientras que algunos se retiraron a las montañas y continuaron la guerra de guerrillas bajo la bandera del Ejército montenegrino en el exilio, que duró hasta 1929. El líder de la milicia de guerrillas más notable fue Savo Raspopović.

## Antecedentes

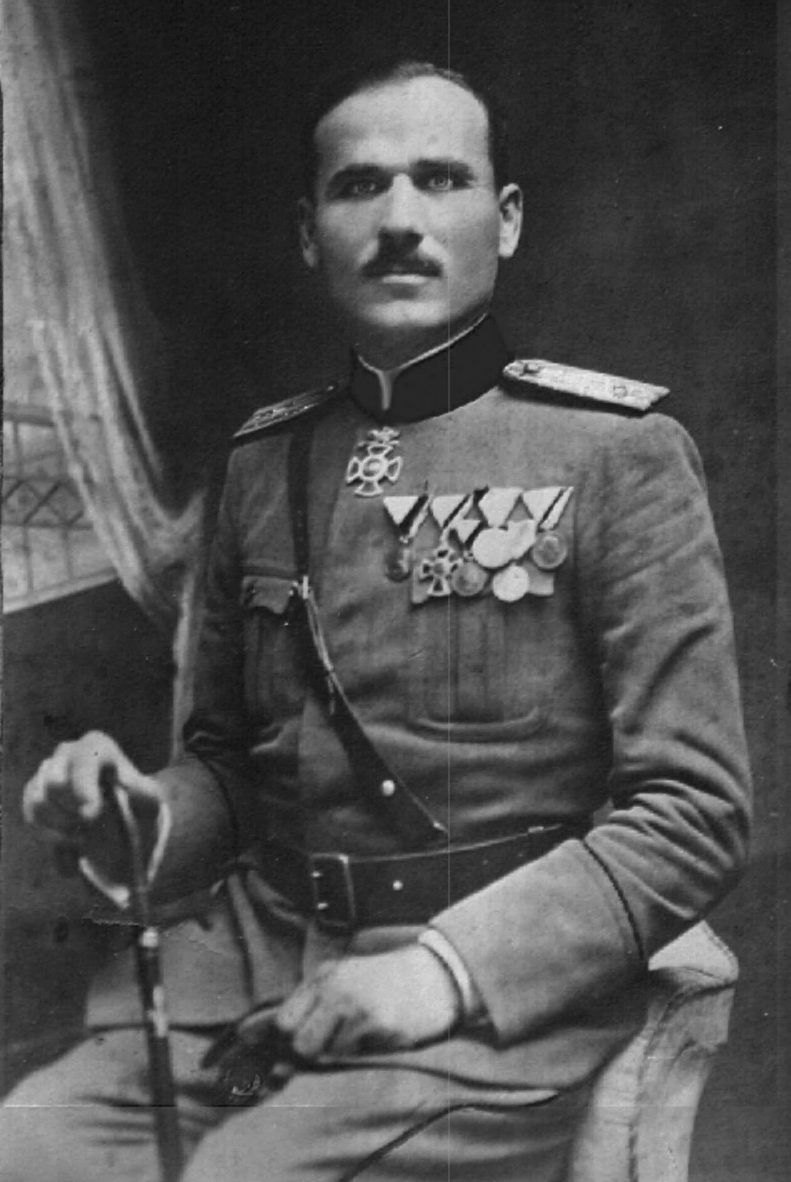
Krsto Popović fue uno de los líderes del levantamiento.

Múltiples historiadores reconocen que la mayoría de los montenegrinos apoyaron la unificación con otros eslavos del sur a nivel federal después de la Primera Guerra Mundial. Sin embargo, el apoyo a la unificación no implicó el mismo grado de apoyo a la Asamblea de Podgorica, ya que muchos de los que apoyaron la unificación quería que Montenegro se uniera al Reino de los Serbios, Croatas y Eslovenos como una entidad autónoma, en última instancia, en una confederación en lugar de un reino serbio centralizado.

## Plan
El plan de los Verdes constaba de seis puntos. 
- Vojvoda Đuro Petrović, al frente de varios batallones rebeldes, tomaría la ciudad de Nikšić. Desde allí, debían marchar a través de Čevo y Cuce hasta Cetiña, en coordinación con los rebeldes de Njeguši.

- El general Milutin Vučinić, al frente de las tropas de Piperi, Lješkopolje y Zeta, debía atacar Podgorica y avanzar hacia Cetiña, cruzando Lješanska nahija. Sus tropas debían reunirse con las tropas de vojvoda Đuro Petrović entre Čevo y Lješanska nahija.

- Jovan Plamenac, al frente de las tropas de Crmnica, y con el apoyo de destacamentos de Ljubotinj, se dirigiría hacia Cetiña. Los tres grupos debían atacar Cetiña simultáneamente para desarmar a las tropas serbias allí y matarlas si se resistían. En caso de victoria, el plan era transportar a los serbios capturados a la isla de Lesendro en el lago Skadar. Se ordenó a los rebeldes que llevaran alimentos para tres días, y se solicitó al gobierno en el exilio en Neuilly-sur-Seine que proporcionara alimentos para 15.000 personas durante veinte días, un uniforme para los que actualmente no lo tienen, rifles, ametralladoras, municiones y varios cañones. Debían enviar la comida y el equipo a un lugar cerca del lago Skadar.

- Cuando se libere la totalidad de Montenegro, el gobierno en el exilio comenzará a enviar alimentos con mayor regularidad a la población civil.

- Esperando un contraataque de los Vasojevići y los serbios, se solicitó al gobierno en el exilio que facilitara la creación de bandas de combatientes albaneses que los atacarían entre Peć y Plav. Por esta razón, el gobierno en el exilio debía proporcionar a Jovan Plamenac 1.200.000 francos.

- El gobierno en el exilio debía informar al mundo de la opinión pública en Montenegro. Este plano fue entregado a Antonio Baldacci el 14 de diciembre de 1918.

## Rebelión

### Luchando alrededor dePodgorica
La rebelión estalló por primera vez alrededor de Podgorica. Algunos Martinići encabezados por los comandantes Stevan y Bogić Radović tomaron el control de la Fortaleza Spuž. El Piperi encabezado por el general de brigada Milutin Vučinić cortó la carretera entre Danilovgrad y Podgorica en Vranićke Njive. El comandante Andrija y el capitán Mato Raičević se apoderaron de Velje Brdo con vistas a Podgorica.
Dado que la mayoría de los Bjelopavlići eran partidarios de la unificación, los rebeldes que ocuparon la Fortaleza de Spuž se vieron rápidamente obligados a capitular sin disparar balas. Los líderes fueron detenidos y sus tropas fueron enviadas a casa. El Bjelopavlići, en su mayor parte compuesto por jóvenes, continuó hacia Podgorica. Vučinić los recibió en Vranićke Njive, donde probablemente habría estallado la lucha si los jóvenes de Podgorica, Piperi y Kuči no hubieran alcanzado simultáneamente a sus tropas por detrás. Vučinić fue rodeado y ordenó a sus tropas que depusieran las armas. Los líderes fueron, nuevamente, detenidos y transportados a Podgorica, y las tropas enviadas a casa. Lo mismo sucedió en Velje Brdo. 
La derrota en Podgorica resultaría ser un fuerte revés para los rebeldes, ya que se suponía que las tropas que estaban desarmadas ayudarían en los asedios de Nikšić y Cetiña. Además, los rebeldes parecían menos unidos y menos dispuestos, lo que afectó la confianza de los Verdes en otras áreas.

### Luchando alrededor de Nikšić
La ciudad de Nikšić fue rodeada el 3 de enero de 1919 [O.S. 21 de diciembre de 1918] pero no estallaron combates hasta la tarde del 5 de enero. El asedio fue dirigido por un lado por el mayor Šćepan Mijušković, un veterano de varias guerras anteriores. Durante la mañana, los rebeldes dieron un ultimátum a los defensores del pueblo para que enviaran a sus comandantes a la nueva cervecería junto al río Bistrica. Primero se dispararon disparos desde la colina de Trebjesa, y luego desde Čađelica, Glavica y alrededor de la cervecería. 
La juventud de la ciudad organizó un consejo en el que el Dr. Niko Martinović fue elegido presidente y Marko Kavaja, más tarde guionista, secretario. También se unieron algunos veteranos, sin embargo, las tropas en la ciudad bajo el mando del Capitán Stojić perdieron contacto con Cetiña y se retiraron. Stojić armó al joven con una ametralladora. Kavaja fue a negociar con los rebeldes en Pandurica, en compañía de un prisionero de guerra, hermano de Radojica Nikčević, uno de los líderes rebeldes. Afirma que los rebeldes no se oponían a la unificación, sino que luchaban por sus "honorables vojvodas y serdars". Las negociaciones no lograron detener la lucha. 
Al atardecer, el asedio fue relevado por las fuerzas de Bjelopavlići. Después de escuchar que venían más refuerzos de Grahovo en ayuda de los defensores, muchos rebeldes desertaron. Los Drobnjaci llegaron tarde a la defensa, desviados por el mal tiempo. Después de que terminaron los combates, varios líderes rebeldes fueron capturados, incluidos Đuro y Marko Petrović, y el exministro de Defensa Marko Đukanović. Misja Nikolić y el general de brigada Đuro Jovović escaparon, se escondieron y cruzaron a Italia, respectivamente.

### Asedio de Virpazar
Los disturbios comenzaron alrededor de la ciudad Crmnica de Virpazar el 3 de enero de 1919 [O.S. 21 de diciembre de 1918], donde los partidarios del rey Nicolás fueron dirigidos por Jovan Plamenac. 
Según el comandante Jagoš Drašković, Plamenac se acercó a Virpazar en la mañana del 3 de enero con más de 400 hombres, mientras que Drašković defendió la ciudad con alrededor de 350. El número de defensores aumentó durante el día y Plamenac esperaba llegar a las tropas italianas más al sur. para provisiones y municiones. Dado que Drašković colocó sus tropas entre Plamenac y los italianos, Plamenac acordó reunirse con Drašković, quien estaba acompañado por el Dr. Blažo Lekić, líder de la juventud de Crmnica y un local mayor, Stanko Đurović. Plamenac acordó enviar a sus hombres a casa, a cambio de una carta que garantizara su paso seguro a Cetiña después de que sus hombres se disolvieran. 
Drašković concluye que Plamenac acordó disolver sus tropas porque no estaba seguro de su victoria y porque su plan era ocuparse rápidamente de Virpazar y Rijeka Crnojevića, después de lo cual sus tropas en el área podrían unirse al asedio de Cetiña, que estaba planeado para ser terminado el 5 de enero. Dado que esto resultó imposible, contaba con mejorar las probabilidades de los Verdes con Cetiña apareciendo en persona y en compañía de al menos unos pocos hombres. 
Plamenac disolvió la mayoría de sus tropas en la noche del 3 de enero y se dirigió a su pueblo natal de Boljevići con alrededor de 60 hombres, que planeaban marchar sobre Cetiña al día siguiente. El 4 de enero, Andrija Radović se detuvo en Virpazar cuando regresaba de Shkodër, donde pronunció un discurso frente a los lugareños de Crmnica. Amenazó a Plamenac y señaló que ahora estaba condecorado con más honores extranjeros que el difunto Ilija Plamenac. Drašković considera que este discurso actuó en detrimento de la causa blanca, principalmente porque enfureció a los lugareños que tenían en alta estima a Ilija Plamenac. Debido a esta nueva situación, Jovan Plamenac volvió a reunir a sus hombres. 
En la noche del 4 de enero, Drašković marchó sobre Boljevići con unos 150 hombres, pero Plamenac ya se había retirado hacia Seoca y Krnjice. Drašković regresó a Virpazar y abordó a sus hombres en un barco que se dirigía a Krnjice, donde atacó a Plamenac y sus tropas. Los Verdes se retiraron a Skadarska Krajina y cruzaron el Bojana para unirse a las tropas italianas en Albania.

### Luchando alrededor de Rijeka Crnojevića
Aunque era una aldea menor, Rijeka Crnojevića era fundamental para el plan de los Verdes. Tras su caída, las tropas de la zona iban a lanzar un serio ataque contra Cetiña. La ciudad fue rodeada el 3 de enero de 1919 [O.S. 21 de diciembre de 1918] por tropas bajo el mando del comandante Đuro Šoć. Los defensores de las ciudades estaban dirigidos por el general de brigada Niko Pejanović y, aunque eran pocos, mantuvieron sus posiciones. 
El primer día del asedio, Pejanović le escribió a uno de los comandantes de los Verdes para cancelar el ataque. Šoć escribió al comando local, al jefe del srez y al presidente del municipio. Pidió que los defensores trajeran tres rehenes, evacuaran a todas las tropas serbias y dispusieran que los defensores salieran armados de Rijeka Crnojevića, después de lo cual garantizó que serían escoltados a Shkodër con honor. Afirma en sus cartas que Montenegro había sido "vendido por la plata de Judas" y que, si bien era la "antorcha de la libertad serbia", estaba ocupado por "hermanos Šumadijans que reemplazan a los austrohúngaros". Sus afirmaciones de que 35.000 montenegrinos estaban participando en el levantamiento y que Virpazar ya había sido conquistada fueron ampliamente exageradas. 
Durante la noche llegaron refuerzos desde Podgorica para levantar el sitio. Según Jovan Ćetković, miembro de la Asamblea de Podgorica, la juventud de Podgorica se reunió con los Verdes durante la noche alrededor de Carev Laz cerca de Rvaši. Después de una breve confrontación verbal, los líderes de la juventud acordaron negociar con los Verdes en Rvaši. Todor Božović, el capitán Jovan Vuksanović y el diputado de la Asamblea de Podgorica, Nikola Kovačević–Mizara, se dirigieron a Rvaši acompañados por otros 5-6 miembros de la juventud. El resto acampó cerca de Carev Laz y fue dirigido por el capitán Radojica Damjanović y el abanderado Nikola Dragović. Allí se encontraron con los capitanes Đuza Đurašković y Marko Radunović que esperaban a un negociador de los Verdes. Esperaron en Rvaši hasta el amanecer, cuando un grupo se dirigió hacia Rijeka al pueblo de Drušići. Encontraron al serdar Joko Jovićević, quien convocó a un local, el capitán Đuko Kostić, e inició negociaciones entre los dos grupos. 
En la mañana del 4 de enero, mientras los grupos negociaban, los jóvenes decidieron avanzar en contra del comando de Todor Božović. Se encontraron con los Verdes bajo el mando del Capitán Jovan Vujović en el pueblo de Šinđon, cerca de Rijeka Crnojevića, donde los Verdes ocupaban un terreno más alto. Los Verdes se dieron cuenta de que, aunque inicialmente superaban en número a los defensores de la ciudad, ahora los superaban en número. Acordaron enviar a sus hombres a casa y saludar a la bandera de los blancos, que era muy impopular entre las tropas rebeldes.
Después de romper el sitio de Rijeka Crnojevića, los blancos lograron una victoria extremadamente significativa y, el 5 de enero, las tropas bajo el mando del general serbio Dragutin Milutinović terminaron un levantamiento menor en Rijeka Crnojevića y detuvieron un ataque mayor en Nikšić.o

### Asedio de Cetiña
Como habían planeado Jovan Plamenac y los demás líderes rebeldes, Cetiña resultó ser el epicentro del levantamiento. Después de varios días de intercambio de cartas, los rebeldes comenzaron a formar escuadrones armados el 31 de diciembre [O.S. 18 de diciembre de 1918. Los rebeldes se concentraron frente a la Casa de Gobierno el 1 de enero de 1919 y abandonaron el pueblo rumbo a los cerros. Los reclutas fueron llamados a las armas haciendo sonar las campanas de la iglesia en las cercanías de Cetiña. El 2 de enero, Cetiña estaba rodeada por todos lados. 
Según Ćetković, la ciudad estaba, en este momento, defendida por alrededor de 100 miembros de la guardia nacional, es decir, 20 a 30 hombres de cada una de las tribus alrededor de Cetiña, 50 a 60 miembros de la juventud, 50 gendarmes y policías y 100 miembros del 2.º Regimiento Yugoslavo al mando del Coronel Dragutin Milutinović. Las tropas carecían de municiones y cada defensor tenía entre 50 y 100 rondas. Las tropas de Milutinović estaban armadas con dos cañones y alrededor de 1000 proyectiles. 
El líder juvenil Marko Daković solicitó que Milutinović entregara armas a sus tropas, pero como él mismo carecía de armas y municiones, dirigió a Daković hacia el comandante del Segundo Ejército estacionado en Sarajevo, vojvoda Stepa Stepanović. Las líneas telefónicas todavía estaban operativas y Stepanović permitió que Daković se reabasteciera de la guarnición del ejército en Tivat. El 2 de enero, el líder de la guardia nacional de Lješanska, el teniente Radoje Ćetković, llegó a Tivat y regresó con alrededor de 2.000 rifles y abundante munición. 
Al día siguiente, el 3 de enero, una delegación encabezada por los generales de brigada Milutin Vukotić y Jovo Bećir fue a negociar con los líderes rebeldes a su cuartel general en la aldea de Bajice. Según el general Milutinović, las negociaciones no tuvieron éxito y fue a negociar personalmente alrededor de las 2 p. m. Milutinović se reunió con el capitán Đuro Drašković y el teniente Ilija Bećir, al último de los cuales califica de insolente por haber dicho "O los serbios se van de Montenegro o habrá sangre, no hay ni puede haber otra manera". A su regreso, Milutinović se encontró con sus tropas que le rogaron que atacara Bajice, pero su solicitud fue denegada porque "todavía esperaba que todo terminara en paz".
En la mañana del 4 de enero, el serdar Janko Vukotić llegó a Cetiña. Había roto la vanguardia de los rebeldes con una fuerza de 30 hombres de Čevo. Milutinović aconsejó a Vukotić que hiciera arreglos con el Comité Ejecutivo Nacional para permitirle intentar negociar con los rebeldes en Bajice. El Comité estuvo de acuerdo y Vukotić fue a Bajice en automóvil, acompañado de dos capitanes y un diputado de la Asamblea de Podgorica. Los dos capitanes regresaron a pie poco después con la noticia de que Vukotić y el MP habían sido capturados. Aparte de la captura de serdar Vukotić y algunos gendarmes que se encontraron con un pequeño control de carretera en su camino a las aldeas de Kosijeri y Jabuka, ese día no hubo enfrentamientos. 
Encarcelado en Bajice, serdar Janko Vukotić escribió al general Milutinović en la mañana del 5 de enero, rogándole que permitiera a los rebeldes entrar en Cetiña sin luchar, mientras aseguraba el área alrededor de su mando con tropas serbias y el área entre el teatro Zetski Dom, el hospital y el cuartel con tropas bajo el mando del vojvoda Stevo Vukotić. Su mensaje fue pesimista, ya que creía que las fuerzas de Milutinović estaban severamente superadas en número. Alrededor de las 6 a. m., se entregó a Milutinović una lista de demandas escrita por el Capitán Krsto Popović el día anterior, solicitando la terminación de las resoluciones de la Asamblea de Podgorica. El mensaje fue entregado a Milutinović por el capitán Đuro Drašković y el teniente Grujičić. Drašković se quejó verbalmente a Milutinović sobre la falta de respeto hacia las unidades militares montenegrinas por parte del mando serbio. 
En su carta, el capitán Popović exigió que la Asamblea Constitucional decidiera la organización del emergente Reino de Yugoslavia, que se juzgara a cualquier responsable de los acontecimientos en Montenegro y que se celebraran nuevas elecciones para formar un nuevo gobierno que representara a Montenegro en los tribunales internacionales. relaciones. Le dio a Milutinović hasta el 6 de enero para acceder y amenazó con ingresar a la ciudad con varios miles de soldados. Milutinović respondió a Popović prometiendo poner fin a cualquier irregularidad por parte de las nuevas autoridades policiales y aceptando llevar las solicitudes de Popović al gobierno de Belgrado, pero rechazando cualquiera de sus otras demandas. Milutinović confiaba más en su capacidad para mantener Cetiña, ya que la noche anterior había llegado un cargamento de armas y municiones de Tivat.
Durante la tarde, el vojvoda Stevo Vukotić, hermano de la reina Milena de Montenegro, fue a visitar a serdar Janko Vukotić en Bajice, donde estaba detenido. Serdar Janko le suplicó a Stevo Vukotić entre lágrimas, mientras que Stevo no estaba dispuesto a aceptar ninguna de las demandas de los rebeldes. Milutinović celebró una reunión con el Comité Ejecutivo por la tarde durante la cual el general de división Mitar Martinović sugirió aceptar los términos de los rebeldes. Milutinović procedió con su defensa, ignorando la postura del Comité, y puso al padrino del príncipe Michael, el capitán Božo Novaković, al mando de las tropas de voluntarios. 
En la noche del 5 de enero, una unidad de artillería de Zelenika armada con dos cañones y dirigida por el comandante Ljubodrag Janković intentó llegar a Cetiña. Llegaron a Kotor alrededor de las 5 p. m. y partió hacia Cetiña dos horas más tarde. La unidad fue retenida por los rebeldes en el pueblo de Njeguši, después de lo cual el comando en Kotor les ordenó abrir fuego. No siguieron su orden y acamparon para pasar la noche en la ladera de Krstac cerca de Njeguši. Al mismo tiempo, un grupo de más de 600 blancos se dirigió hacia Cetiña desde el fallido asedio de Rijeka Crnojevića. El grupo estaba formado por miembros de las tribus Kuči, Piperi y Bjelopavlići. Formaron una columna cerca de Belveder, donde fueron emboscados por los Verdes. El grupo entró en Cetiña cerca del hospital a última hora de la tarde. 
El 6 de enero de 1919, alrededor de 250 soldados serbios y 850 voluntarios de las tribus montenegrinas cercanas lucharon contra una formación de aproximadamente 1500 a 2000 verdes rebeldes en Cetiña.  Ese día, los Verdes iniciaron un sitio en Cetiña, matando a algunos miembros de la Gran Asamblea Nacional y matando a algunos Blancos. Después de eso, los Verdes experimentaron un severo faccionalismo, además de enfrentarse a los Blancos militarmente más fuertes.

## Influencia y reacciones internacionales

### Rol italiano
Como resultado de la Asamblea de Podgorica, el rey Nicolás fue exiliado al Reino de Italia, del cual el levantamiento contó con un apoyo sustancial. Los ministros del rey Nicolás pidieron que el cuerpo de expedición italiano en Albania entrara en Montenegro, "para que fuera liberado únicamente por tropas italianas". Un comité organizado por el etnógrafo italiano Antonio Baldacci apoyó a los Verdes hasta al menos 1921. 
A fines de noviembre de 1918, durante la Asamblea de Podgorica, las tropas italianas intentaron tomar el control de las áreas costeras de Montenegro bajo la apariencia de un movimiento de tropas de la Entente, pero se les impidió hacerlo.

### Reacción internacional
En la primavera de 1919, Estados Unidos envió a Charles W. Furlong como enviado de la Comisión de Paz a Montenegro. Furlong informó a The New York Times en una entrevista publicada el 15 de junio de 1919, que los electores de la Asamblea de Podgorica actuaron como lo hicieron los acaparadores de alfombras en los Estados Unidos. 
Una iniciativa llamada Comisión de Investigación Interaliada supervisó la Asamblea de Podgorica y los blancos después del levantamiento. Incluía a Louis Franchet d'Espèrey, así como a tenientes de los Estados Unidos, el Reino Unido e Italia. Registraron que había tan solo 500 soldados unionistas en Montenegro, y que no eran exclusivamente serbios sino de otros constituyentes del nuevo Reino de serbios, croatas y eslovenos. La comisión también concluyó al entrevistar a los Verdes detenidos que el levantamiento había sido "causado por agentes del rey Nicolás I y apoyado por algunos emisarios de Italia".

## Consecuencias
Más adelante en el siglo XX, el Levantamiento de Navidad estuvo sujeto a un énfasis ideológico en el nacionalismo montenegrino. En la Segunda Guerra Mundial, uno de los primeros líderes de los Verdes, Sekula Drljević, invitó a la ocupación italiana de Montenegro y colaboró con el Estado Independiente de Croacia para separarse de Yugoslavia.
Desde que Montenegro declaró su independencia de Serbia en 2006, el Levantamiento de Navidad ha sido conmemorado en extremos opuestos de la conciencia histórica montenegrina. En 1941, la ocupación italiana de Montenegro en Cetiña destruyó un monumento en el lugar de entierro de los blancos unionistas. A partir de 2017, se pavimentó una pasarela en el mismo lugar de entierro en Cetiña sin ningún reconocimiento para los blancos. El 7 de enero de 2008, en el 90 aniversario del levantamiento, el primer ministro montenegrino, Milo Đukanović, reveló una estatua conmemorativa de los Verdes que murieron en la insurrección.